# Oskar Naegeli
Oskar Naegeli (* 25. Februar 1885 in Ermatingen, Kanton Thurgau; † 19. November 1959 in Freiburg im Üechtland) war ein Schweizer Dermatologe und Schachspieler. Nach ihm wurde das Naegeli-Syndrom benannt.

## Biografischer Hintergrund
Oskar Naegeli entstammte einer Arztfamilie. Sein Vater Otto Nägeli war ein Begründer der Manuellen Therapie. Sein gleichnamiger älterer Bruder Otto Naegeli (1871–1938) war Ordinarius für Innere Medizin und Direktor der
Medizinischen Universitätsklinik in Zürich; nach ihm wurde der Otto-Naegeli-Preis benannt.
Ein Grossneffe Oskar Naegelis ist der Graffiti-Künstler Harald Oskar Naegeli (der „Sprayer von Zürich“).

## Dermatologe
Nach dem Studium an den Universitäten Genf, Zürich, München und Heidelberg wurde Oskar Naegeli an der Universität Zürich 1909 promoviert. Er arbeitete in Freiburg im Breisgau am Pathologischen Institut unter Ludwig Aschoff und an der medizinischen Universitäts-Poliklinik unter Paul Oskar Morawitz, später an der Medizinischen Poliklinik in Zürich.
Schliesslich wurde er 1917 ausserordentlicher Professor und Chefarzt der Dermatologie am Universitätsspital Insel der Universität Bern. In Bern hatte er sich zuvor in den Fächern Dermatologie und Venerologie habilitiert. Das nach ihm benannte Naegeli-Syndrom ist eine erbliche Hautkrankheit, die er erstmals 1927 beschrieb. 1941 wurde Naegeli von der Universität Bern entlassen.

## Schachspieler
Naegeli wurde auch als Schachspieler bekannt. In den Jahren 1910 und 1936 gewann er die Schweizer Meisterschaft. Im Jahre 1933 unterlag er in einem Wettkampf dem tschechoslowakischen Weltklassespieler Salo Flohr mit 2:4. Er war Teilnehmer der starken Turniere in Bern 1932 und Zürich 1934.
Er vertrat die Schweiz bei den Schach-Olympiaden 1927, 1928, 1931 und 1935 sowie bei der inoffiziellen Schacholympiade 1936 in München.

## Werke
- Über die neueren Forschungen auf dem Gebiete der Physiologie und Pathologie der Hypophysis cerebri, Freiburg im Breisgau 1911